# Christian Rémi Richard

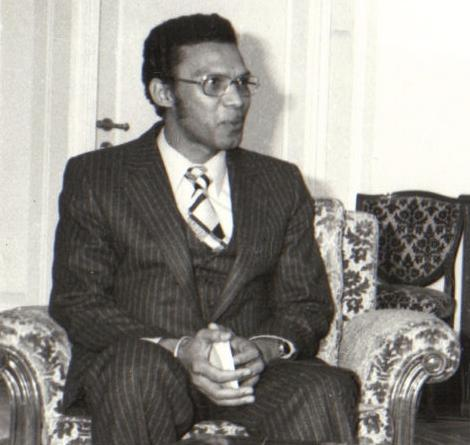
Christian Rémi Richard

Christian Rémi Richard (* 3. Mai 1941) ist ein ehemaliger Politiker und Diplomat in Madagaskar.
Christian Rémi Richard war Außenminister unter Präsident Admiral Didier Ratsiraka von 1977 bis 1983. Im Jahr 1983 unterzeichnete Christian Rémi Richard das Abkommen über finanzielle Zusammenarbeit zwischen der Bundesrepublik Deutschland und der Demokratischen Republik Madagaskar.